# Чокањ
Чокањ, чокањче или чокањчић (унучић у модерном жаргону) је стаклена бочица од 1/8 литра (од 0,3 до 0,5 dl) из које се пије ракија. На неким мјестима се назива и фраклић или фићок. Чокањ је раније био у широкој употреби код Срба као традиционални начин служења ракије. Чокањи су кориштени по кућама у приватној употреби и на јавним мјестима попут кафана, гостионица и хотела. Шездесетих година двадесетог вијека југословенске власти су чокањ прогласиле нехигијенским због уског грла које онемогућава прање изнутра.  
Чокањи су се у прошлости користили и за држање мастила за писање. 
| „                                    | Механџија донесе дивит, један чокањ с мало мастила, перо и један табак прилично изгужване хартије. Видак узе и оде за други сто украју да пише. | ” |
| — Милован Глишић, приповјетка Свирач | |   |

Данас се чокањи најчешће користе у традиционалним српским ресторанима, а у Републици Србији и као сувенири.